# Fórmula de Tanaka
Em cálculo estocástico, a fórmula de Tanaka, que recebe este nome em homenagem ao matemático japonês Hiroshi Tanaka, afirma que:
{\displaystyle |B_{t}|=\int _{0}^{t}\operatorname {sgn}(B_{s})dB_{s}+L_{t}},
em {\displaystyle B_{t}} é o movimento browniano padrão, {\displaystyle \operatorname {sgn} } denota a função sinal
{\displaystyle \operatorname {sgn}(x)={\begin{cases}+1,&x>0;\\0,&x=0\\-1,&x<0.\end{cases}}},
e {\displaystyle L_{t}} é seu tempo local em 0 (o tempo local gasto por {\displaystyle B} em 0 antes do tempo {\displaystyle t}) dado pelo limite L²
{\displaystyle L_{t}=\lim _{\varepsilon \downarrow 0}{\frac {1}{2\varepsilon }}|\{s\in [0,t]|B_{s}\in (-\varepsilon ,+\varepsilon )\}|}.

## Propriedades
A fórmula de Tanaka é a decomposição de Doob–Meyer explícita do submartingale {\displaystyle |B_{t}|} na parte martingale (a integral do lado da mão direita) e em um processo contínuo crescente (tempo local). Também pode ser vista como o análogo do lema de Itō para a função modular (não suave) {\displaystyle f(x)=|x|}, com {\displaystyle f'(x)=\operatorname {sgn}(x)} e {\displaystyle f''(x)=2\delta (x)}.

## Descrição da prova
A função {\displaystyle |x|} não é C² em {\displaystyle x} com {\displaystyle x=0}, de modo que não podemos aplicar a fórmula de Itō diretamente. Mas, se a aproximarmos a quase zero (isto é, em {\displaystyle [-\varepsilon ,\varepsilon ]}) por parábolas, 
{\displaystyle {\frac {x^{2}}{2|\varepsilon |}}+{\frac {|\varepsilon |}{2}}},
e, usando a fórmula de Itō, podemos então assumir o limite como {\displaystyle \varepsilon \rightarrow 0}, o que leva à fórmula de Tanaka.